# Margen derecha (París)

La margen derecha de París comprende los arrondissements ('distritos') situados al norte del Sena.

En París, Francia, el término de «Margen derecha» (Rive droite, en francés) designa la mitad norte de la ciudad, en razón de su situación con respecto al curso del Sena, en oposición a la margen izquierda. El río fluye hacia el oeste, cortando la ciudad en dos: la orilla derecha hacia el norte y la margen izquierda del río hacia el sur.
Debido a su asociación con lugares como la Place Vendôme, el concepto de «margen derecha» suele ser utilizado para referirse a un nivel de elegancia y sofisticación que no se encuentra en la más bohemia margen izquierda. La calle de la margen derecha más famosa es sin duda la Avenida de los Champs-Élysées, pero hay otras de importancia, como la Rue de la Paix, Rue de Rivoli y la Avenue Montaigne.
Si la margen izquierda del río solía ser más despreocupada en el pasado, la subida de los alquileres en los últimos decenios han alejado a los estudiantes, artistas y otra población «bohemia», mientras que librerías y bares populares (bistrots) han ido siendo reemplazados por tiendas de lujo y restaurantes de sushi.
En conjunto, la margen derecha ofrece un fuerte contraste. Muy ricos vecindarios al oeste de la orilla derecha (VIII, XVI y el sur del XVII distrito) son equilibrados por el carácter completamente popular e inmigrante del XVIII, XIX y XX distritos en la parte nororiental de la capital.
La principal distinción, más bien que entre lujo y bohemia, sería entre una agitada, funcional, comercial y densamente poblada margen derecha, donde se encuentra el corazón de la ciudad moderna, entre la estación Gare du Nord y Châtelet-Les Halles, y una más tranquila, histórica y «tradicional» margen izquierda, considerando que la mayoría de las principales empresas y bancos se encuentran en la derecha, mientras que la mayoría de las instituciones están en la izquierda: universidades, ministerios, hospitales y similares.